# Moše Marzuk
Moše Marzuk (hebrejsky: משה מרזוק, arabsky: موسى ليتو مرزوق, nar. 20. prosince 1926 – 31. ledna 1955) byl egyptský karaim (karaita, karaitský žid), který byl v Egyptě označen za teroristu, odsouzen a popraven za špionáž ve prospěch Izraele.

## Biografie
Marzuk se narodil v Káhiře v karaitské rodině. Jeho rodina se do Egypta přistěhovala začátkem 20. století z Tunisu. Marzuk pracoval jako chirurg v židovské nemocnici v Káhiře. Začátkem 50. let byl naverbován společně s dalšími egyptskými židy Mosadem pro špionážní úkoly ve prospěch Izraele.
V roce 1954 uskutečnila tato skupina sérii bombových útoků proti britským a americkým cílům v Egyptě (dvě malé, neškodné zápalné pumy byly uloženy ve dvou amerických kulturních centrech, další měly být umístěny v káhirských a alexandrijských kinech a na alexandrijském seřaďovacím nádraží ) jako součást Operace Suzannah. Celá skupina byla chycena poté, co jedna z bomb předčasně vybouchla v kapse jednoho ze členů skupiny. Její příslušníci byli mučeni a posléze usvědčeni ze špionáže. Moše Marzuk vzal před soudem veškerou zodpovědnost na sebe. Káhirským tribunálem byl (společně se Šmuelem Azzárem) odsouzen k trestu smrti oběšením. 31. ledna 1955 byl rozsudek v káhirském vězení vykonán.
V Izraeli je Moše Marzuk zobrazován jako hrdina a mučedník, ačkoliv izraelská vláda nikdy nepřiznala, že zemřel ve službě pro Izrael.